# Katherine Dunham
Katherine Mary Dunham (Glen Ellyn, 22 de junio de 1910 - Nueva York, 21 de mayo de 2006) fue una bailarina, coreógrafa y antropóloga estadounidense.
En 1931 estableció un estudio de danza en Chicago y en 1940 formó la primera compañía de danza de los Estados Unidos donde todos sus integrantes eran afroamericanos. Para esta compañía Dunham hizo la coreografía de varias revistas, basándose en su investigación antropológica que efectuó en el Caribe. 

## Estudios académicos
En 1936 obtuvo su título en Antropología Social por la Universidad de Chicago.